# میه‌ری‌استاد
میه‌ری‌استاد (به هلندی: Meierijstad) یک شهرستان در هلند است که در برابانت شمالی واقع شده‌است. میه‌ری‌استاد ۷۹٫۶۳۳ نفر جمعیت دارد.